# Färöischer Fußballpokal 1955
Der Färöische Fußballpokal 1955 war die erste Austragung des Pokalwettbewerbs für Fußball-Vereinsmannschaften der Männer der Färöer. Im Endspiel, das im Gundadalur-Stadion in Tórshavn auf Kunstrasen ausgetragen wurde, siegte HB Tórshavn mit 5:2 gegen KÍ Klaksvík.
HB Tórshavn belegte in der Meisterschaft den ersten Platz und gewann dadurch das Double.

## Teilnehmer
Teilnahmeberechtigt waren die vier Mannschaften der Meistaradeildin:
| Meistaradeildin                                  |
| B36 Tórshavn HB Tórshavn KÍ Klaksvík TB Tvøroyri |

## Modus
Für den Pokal waren alle vier Erstligisten zugelassen. Die Finalisten wurden im K.-o.-System ermittelt.

## Halbfinale
|             | Ergebnis |              |
| ----------- | -------- | ------------ |
| KÍ Klaksvík | 3:1      | B36 Tórshavn |
| TB Tvøroyri | 1:2      | HB Tórshavn  |

## Finale
| Paarung  | HB Tórshavn – KÍ Klaksvík |
| Ergebnis | 5:2                       |
| Stadion  | Gundadalur, Tórshavn      |
| Tore     | ?                         |